# Дафне Моліна
Дафне Моліна Лона (народилася 24 лютого 1982, Мехіко) — мексиканська дизайнерка, модель та володарка титулу на конкурсі краси. Представляла свою країну на конкурсі Міс Світу, який відбувся 10 грудня 2005 у місті Санья, Китай.

## Біографія
До того, як стати королевою краси, Дафне Моліна брала участь у Elite Model Look Mexico 2002, а пізніше отримала диплом дизайнера інтер'єру. 
10 вересня 2004 брала участь у національному конкурсі краси Nuestra Belleza México, що проходив у Сан-Луїс-Потосі. Посівши друге місце, Моліна отримала титул Міс Мексика Світу, що дало їй право представляти Мексику на конкурсі Міс Світу. Там Моліна посіла друге місце та отримала титул Міс Світу в Америці 2005 року. 
Також посіла третє місце в конкурсі Beach Beauty.